# Ramiro Cortés
Ramiro Prudencio Cortés Molteni (ur. w 1931 w Salto, zm. 23 kwietnia 1977 tamże) – urugwajski koszykarz, brązowy medalista olimpijski z Melbourne.
Zawody w 1956 były jego jedynymi igrzyskami olimpijskimi i z reprezentacją zdobył brązowy medal, zdobywając średnio 6,6 punktu na mecz. Był złotym medalistą mistrzostw Ameryki Południowej w 1955, srebrnym w 1958. Brał udział w mistrzostwach świata w 1959.